# Olgyay Boldizsár
Olgyai Olgyay Boldizsár (Olgya, 1779 – Pozsony, 1834) magyar katonatiszt. A napóleoni háborúk során, az 1809. évi nemesi felkelésben, korabeli idegen szóval inszurrekcióban tüntette ki magát.

## Életútja
A Pozsony vármegyei Olgya kisnemesi családjának tagja volt. Már tizenhat évesen a 7. huszárezred közlegénye, később altisztje lett, 1800-ban pedig a Pozsony vármegyei inszurgens huszárezred hadnagyává lépett elő. Ezt követően ismét a reguláris sereg őrmestereként szolgált, majd a napóleoni háborúk idején, 1809-ben századosi rangban vett részt a Pozsony vármegyei inszurgens csapatok szervezésében és irányításában.
Az 1809. június 14-ei kismegyeri csata során azt a feladatot kapta, hogy a parancsnoklata alá tartozó lovasszázaddal, ötven emberrel megfigyelést végezzen az egyik szárnyon, az abdai Rábca-híd körüli sáncoknál. A tétlenségre kárhoztatott századot a francia csapatok elvágták a sereg többi részétől. Olgyay június 17-én úgy döntött, az ellenséget megkerülve csatlakozik a hadtesthez, de Koroncónál egy nagyobb francia lovasalakulat közeledésére figyeltek fel. A százados vakmerő, de fortélyos hadi tettre szánta el magát. Embereit a közeli erdőben szétszórta, a kürtösöknek pedig kiadta a parancsot, hogy folyamatosan fújják a riadójelet. Századának többi része ezt követően az erdő teljes hosszából előtörve vetette magát a közeledő ellenségre. A háromszáz francia meg volt győződve róla, hogy a magyarok az erdőben közeledő sereg elővédjét alkotják, ezért megfutamodtak. Harmincegyen estek fogságba, emellett az általuk kísért tábori pénztár és tizenhét társzekérnyi hadtáp is Olgyayék kezére került.
Olgyay és emberei június 18-án hadifoglyaikkal és szerzeményeikkel diadalmenetben vonultak be Pestre. Olgyayt a hadicsel után reguláris kapitánnyá léptették elő, és a Mária Terézia-rend lovagkeresztjével is kitüntették. Ezt követően hazatért Olgyára, és hátralévő életében gazdálkodott.